# Омская крепость
Омская крепость — сторожевое укрепление Сибирской линии, ныне город Омск.

## Первая Омская крепость
Сначала в устье Оми для обороны строителей крепости и охраны военного снаряжения было возведено два небольших редута: треугольный и четырёхугольный. Работы по их строительству возглавлял участник похода И. Д. Бухгольца швед-артиллерист Каландер. В 1717 году из Тобольска был прислан чертеж «О строении Омской крепости за Омью рекою и дворов в линию». Строил её майор Аксаков, от имени которого велась вся переписка по возведению первой крепости. Местом её постройки был крутой берег Оми высотой 12—15 м, в 500 м от Иртыша. Крепость занимала площадь около 6 гектаров (сейчас на этом месте находится музыкальный театр, площадь им. В. И. Ленина).
Вопрос о форме крепости является дискуссионным. По мнению А. Ф. Палашенкова и В. И. Кочедамова, она имела неправильную форму пятиугольника. А. Д. Колесников в своей статье «Основание Омской крепости и её роль в заселении Прииртышья» считает это ошибочным, ссылаясь на сообщение Тарской воеводной канцелярии. В 1734 году она сообщала российскому историографу Г. Ф. Миллеру, что Омская крепость четырёхугольная. Миллер, посетив Омскую крепость в том же году, писал:

«Низкий земляной вал в фигуре правильного пятиугольника обнесён палисадом с пятью таких же болверков (бастионов) на углах… Правда, что в бытность мою там в 1734 году крепость была четырёхугольная… Но как на др. год в Селенгинск я прибыл, и там застал господина Бухольца бригадиром и комендантом, то он меня обнадежил, что заложенная им крепость подлинно так сделана была, как она прежде описана…»
По описанию В. И. Кочедамова, 

«…крепость сев. стороной примыкала к крутому берегу Оми, а с остальных четырёх была окружена сухим рвом глубиной в 3 м и шириной в 4 м. За рвом следовал небольшой вал высотой в метр, с внутренней стороны которого был установлен палисад высотой в 3,5 м, состоящий из вертикально вкопанных и землю и плотно приставленных друг к другу заостренных бревен. Внешние углы крепости имели бастионы.»
Без Омской крепости не произошло бы прирастание России Сибирью...
В расстоянии 25 м от рва крепости шли ряды оборонительных сооружений. По мнению А. Ф. Палашенкова, лучше всего был оборудован самый большой юго-западный бастион крепости. Здесь было сооружено 3 батареи (деревянные срубные сооружения для орудий), в то время как в восточном бастионе — 2, в южном и в полубастионах — по одной. Батарея находилась и у Иртыша, на прикрывавшей форштадт (русский вариант — предместье) линии, в 130 м от неё в сторону была расположена другая батарея. У Оми, между полубастионами, укрепления состояли лишь из палисада. От юго-западного бастиона в направлении к Иртышу проходила оборонительная линия, прикрывавшая с юга форштадт, расположенный между крепостью и Иртышом, благодаря этому, обращенная к Иртышу сторона крепости (западная) оказалась внутри обороны. Это сказалось на ослаблении её оборонительных сооружений.
В крепость вело четверо въездных ворот: со стороны Иртыша — Спасские, в юго-восточной части — Знаменские, к берегу Оми были обращены Никольские ворота, в восточной части крепости — Шестаковы. Спасские ворота завершались небольшой смотровой надстройкой и не имели башни. Остальные ворота представляли квадратную башню, высотой около 8 м. Внутренняя застройка крепости велась хаотично.
В центре её на площади была построена деревянная церковь во имя Сергия Радонежского. Церковь была окружена оградой, на юго-западном углу которой находилась восьмигранная колокольня. Вокруг площади размещались наземные постройки: управительская и омская канцелярия, комендантский дом, офицерские дома. Дальше располагались обывательские дома, ближе к укреплениям — гауптвахта, казармы, склады, пороховые погреба, провиантские амбары и другие постройки. Со временем у стен крепости образовывались поселения. Первое из них располагалось между крепостью и берегом Иртыша и называлось Луговской слободой.
Позднее стал заселяться и правый берег Оми, здесь расположились постройки Губиной, Омской и Курганной слободы. Для сообщения между слободами через берег Оми был возведен наплавной мост. Слободы имели свои укрепления: Восточную, Нижнюю и Сергиевскую башни, вооружённые пушками; были ограждены палисадом с рогатками и надолбами. Огражденная площадь обеих слобод составляла около 40 гектаров, но их заселение было неравномерным. Слабо заселены были правобережные слободы, и они вскоре пришли в запустение. Население крепости состояло из казаков, свободных переселенцев и ссыльных.
По переписи 1725 года, в крепости было всего 992 человек (учитывались лица только мужского пола, поскольку количество женщин и детей было незначительным). Гарнизон крепости в эти годы состоял из 361 чел. регулярного войска и 209 казаков. Большинство населения занималось сельским хозяйством на отводимых вокруг крепости полях. Для его развития раздавались топоры, серпы, косы, железные сошники и др. инвентарь. Построенные из сырого березового леса сооружения крепости в 1740-е гг. пришли в ветхость. К этому времени Омская крепость являлась узловым пунктом системы укреплений Верхне-Иртышской линии, а позднее — Пресногорькой.
В крепость сходились пути от Оренбурга, Тобольска и Ямышева. Несмотря на проведённые в 1756 и 1762 годах ремонтные работы и реконструкции, крепость все менее удовлетворяла военным требованиям того времени, и поэтому в 1760-е гг. встал вопрос о строительстве новой Омской крепости уже на правом берегу Оми. Первая Омская крепость сыграла важную роль в дальнейшем продвижении на юг Сибири, освоении ими Среднего и Верхнего Прииртышья.

## Вторая (новая) Омская крепость

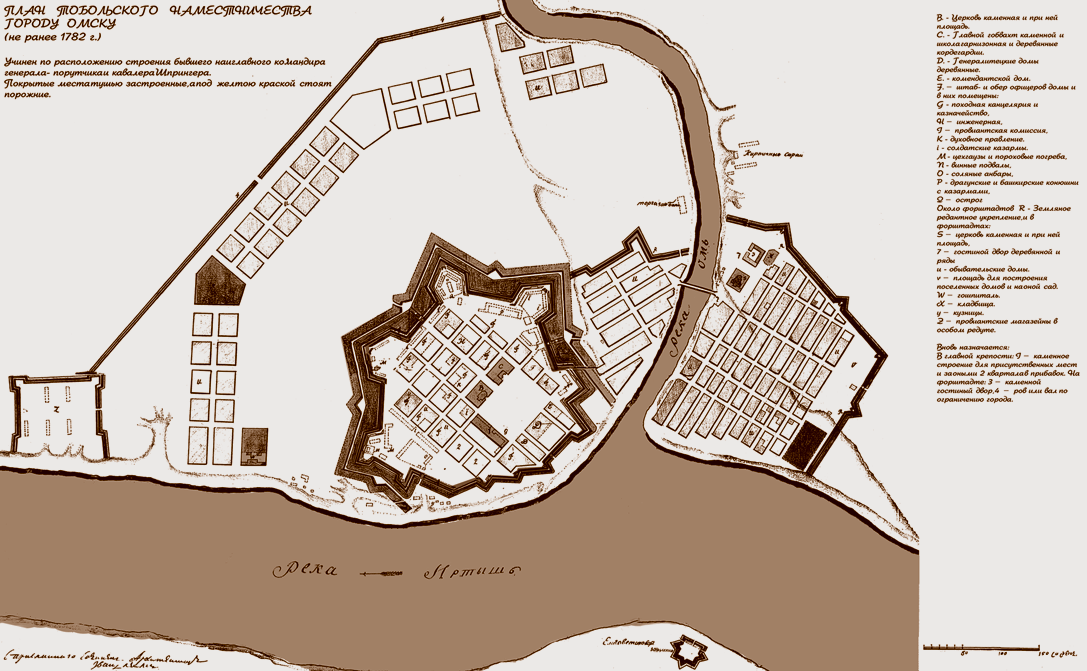
План новой Омской крепости, не ранее 1782 года

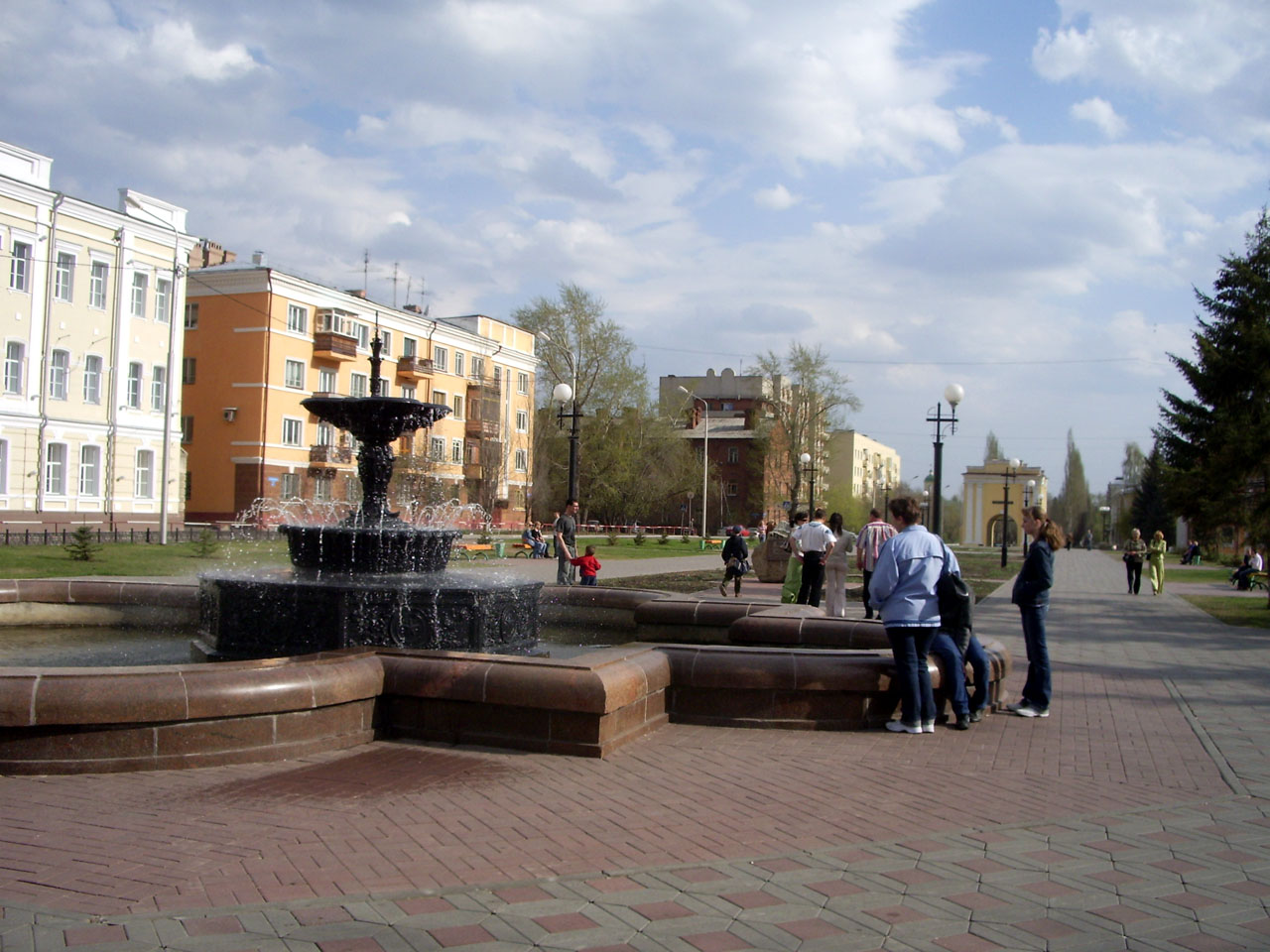
Улица Тарская, ведущая к Тарским воротам (часть омской крепости)

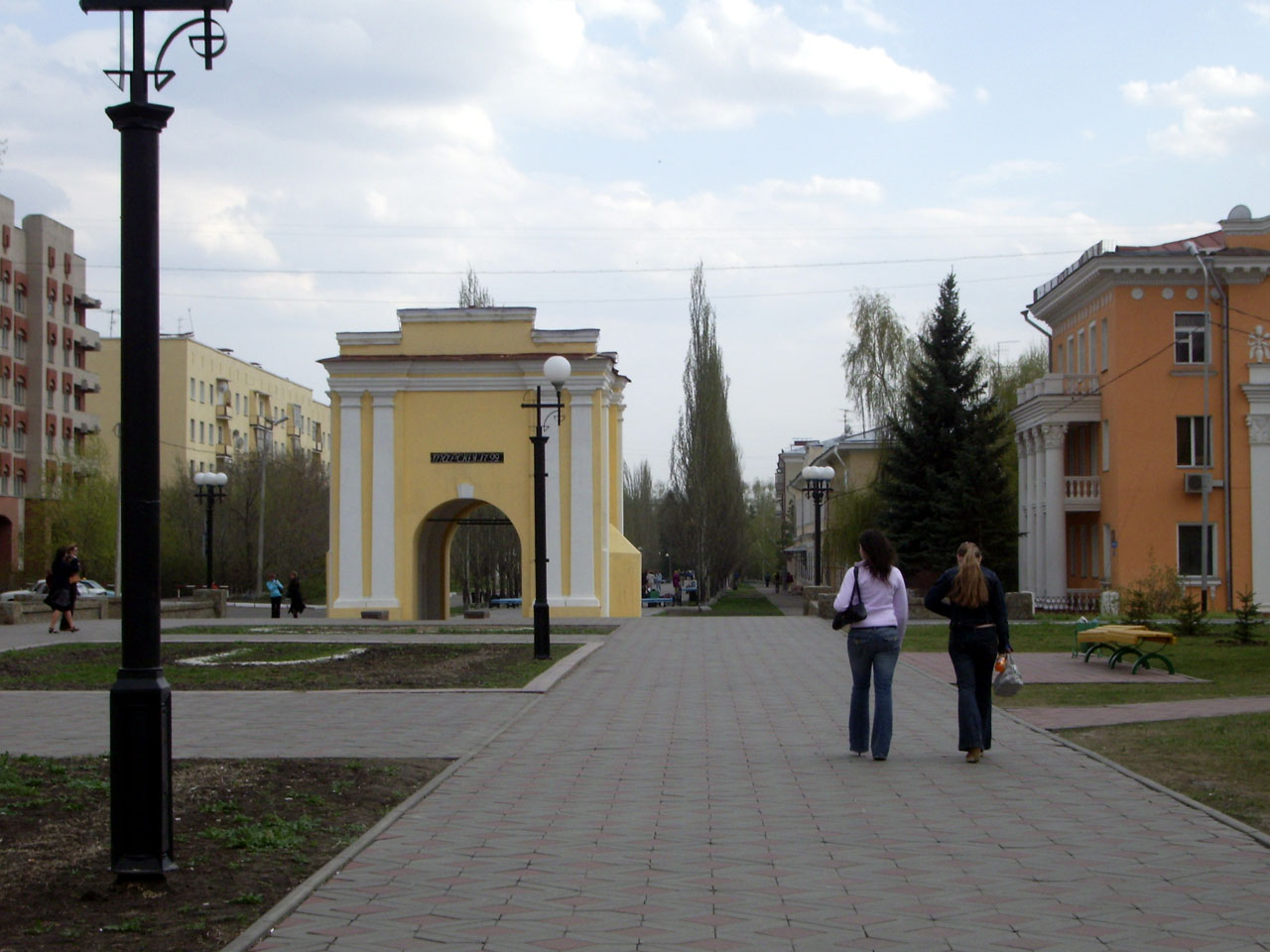
Тарские ворота

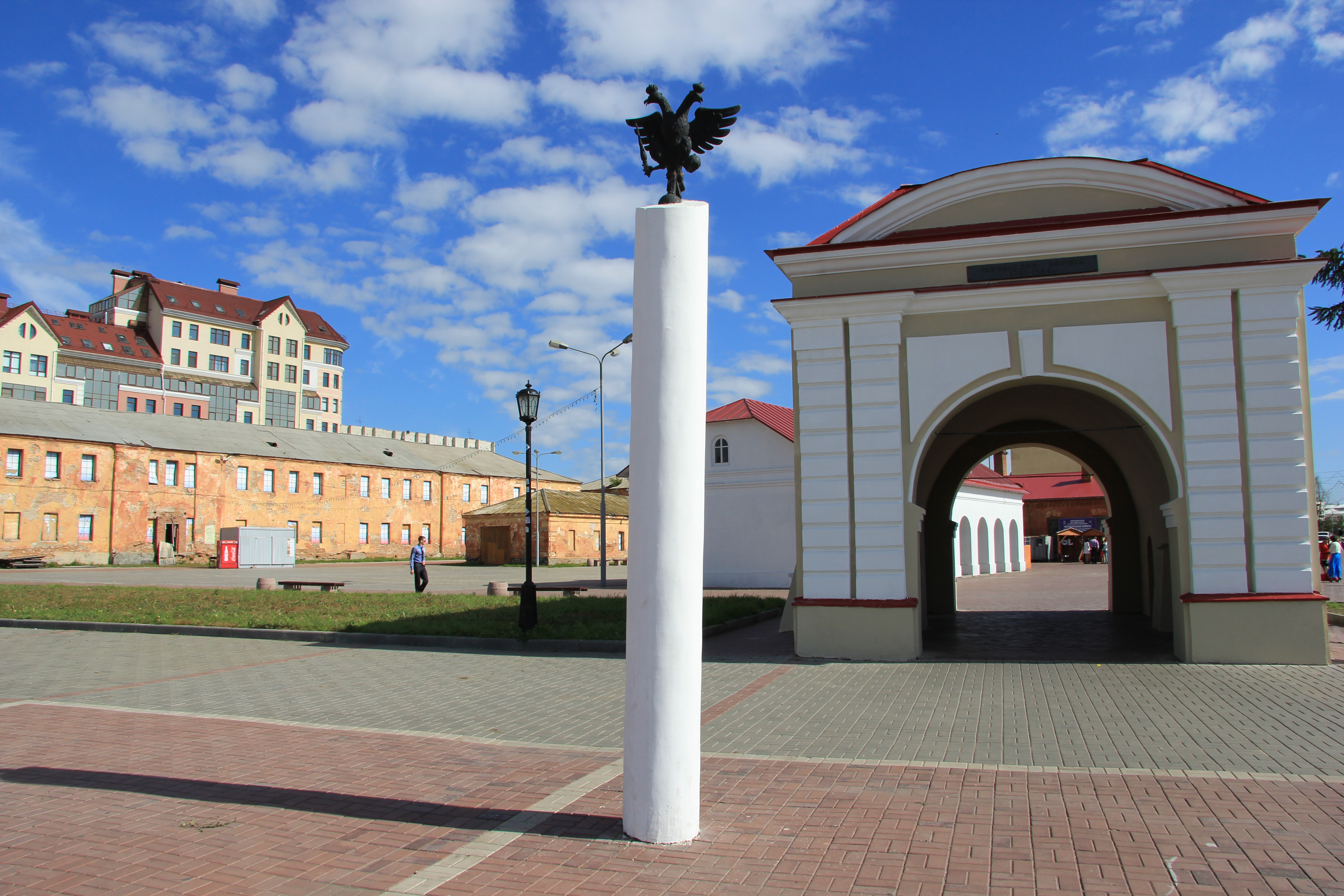
Тобольские ворота

Вопрос о строительстве новой крепости на правом берегу Оми поднимался ещё в 1722. Расположенная за Омью, первая Омская крепость во время ледохода и ледостава (в это время наплавной мост снимался) была отрезана от тыла, чем снижалась её обороноспособность. В разные годы разрабатывались проекты о сооружении правобережной крепости, но к развернутому её проектированию приступили лишь в 1764. В 1763 командующим Сибирской линиями был назначен генерал-поручик И. И. Шпрингер. По указу Екатерины II ему поручалось возвести линию укреплений на Алтае для защиты сереброплавильных заводов и создать условия для развития торговли с Китаем и Средней Азией. Местом своего пребывания И. И. Шпрингер выбрал Омскую крепость, находившуюся в центре укреплений Иртышской и Новой линии (ранее главная контора командующего находилась в Ямышевской крепости). Осмотрев Омскую крепость и отметив её слабую обороноспособность, И. И. Шпрингер принял решение о строительстве новой крепости. 28 февраля 1765 в военную коллегию был направлен составленный им и военным инженером Малмом (Мальмом) проект крепости. После заключения инженеров военной коллегии в 1767 г. он был утверждён, и 2 мая 1768 г. начались строительные работы. Крепость возводилась как одно из крупных сооружений на востоке страны.

### Характеристики второй крепости
Крепость представляла собой многоугольник площадью более 30 гектаров, имела 4 бастиона (Подгорный, Степной, Тарский и Форштадтский) и 3 полубастиона (Омский, Ильинский и Иртышский). Линия вдоль берега Иртыша и Оми была укреплена тремя редантами. Крепость опоясывал ров глубиной в 2,4 м и земляной вал высотой в 3,5 м. Вал со стороны Иртыша и Оми, благодаря высоким и обрывистым берегам рек возвышался почти на 12 м над водой. Крепость имела 4 ворот: Омские — со стороны Омской слободы, Тарские — с северной стороны, Тобольские и Иртышские — со стороны Иртыша. Основной рабочей силой на строительстве крепости были арестанты-колодники и казаки. Внутри крепости строился генеральский дом, дома для офицеров, казармы для солдат, склады. На их постройку потребовалось большое количество строевого леса, который заготавливался в Семипалатинском, Долонском и Карасукском борах, а затем сплавлялся по Оми и Иртышу. Часть крепостных сооружений строилась из кирпича. Их вырабатывали в кирпичных сараях, построенных на левом берегу Иртыша.
После переноса крепости на правый берег Оми, деревянная церковь во имя Сергия Радонежского «осталась на прежнем месте (для жителей, оставшихся в старой крепости и поселившихся около неё); но и в новой крепости устроена была церковь и притом в то же имя. Впрочем обе эти Сергиевские церкви впоследствии, при постройке каменных, были переименованы — первая в 1789 г. в Пророко-Ильинскую, а вторая (крепостная) в 1777 г. в Воскресенскую с приделом во имя преп. Сергия».

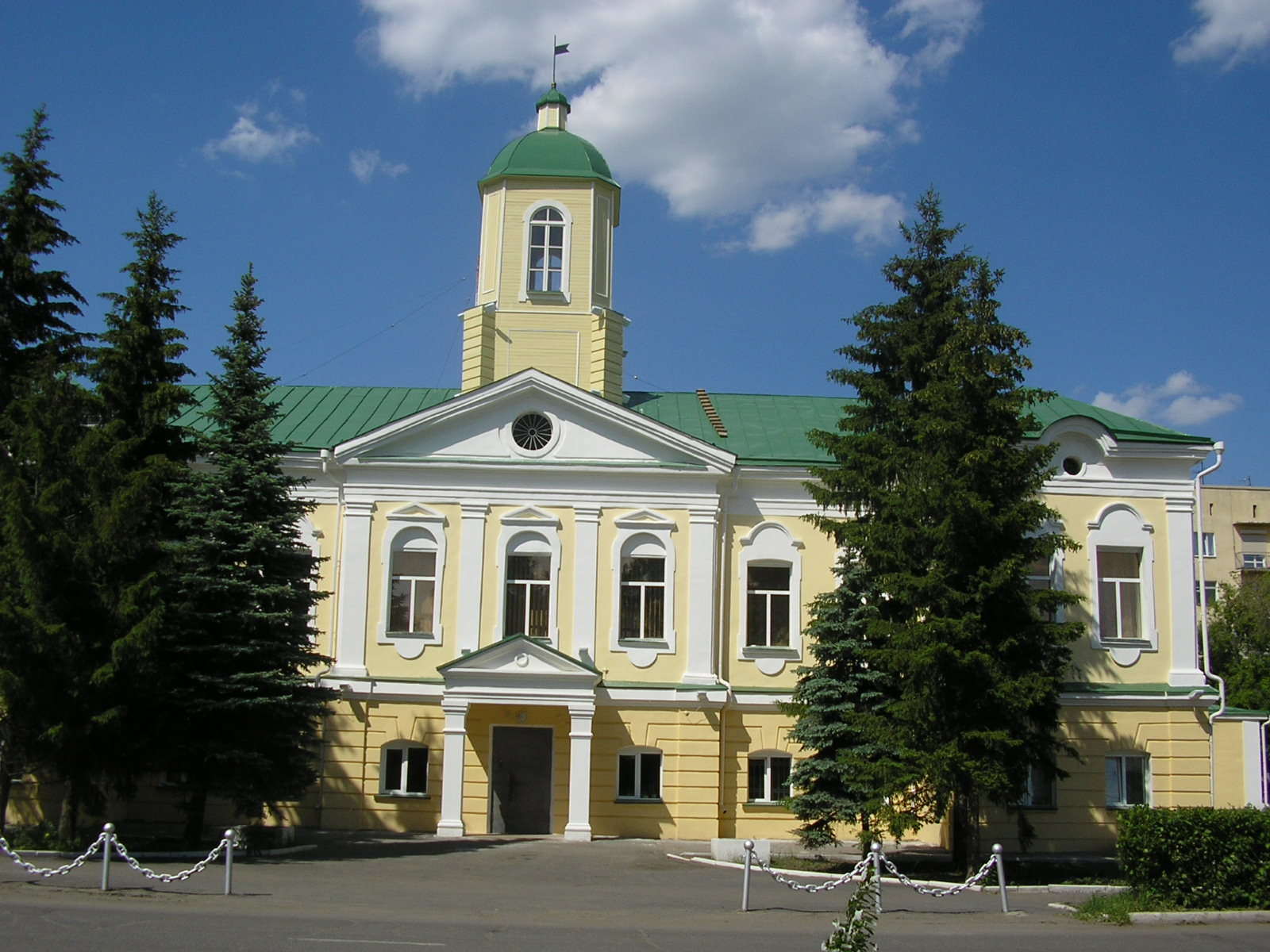
Здание гауптвахты

Первым каменным сооружением крепости был Воскресенский собор, заложенный в 1769 г.
«Промеморіей Тобольской духовной консисторіи генералу Шпрингеру, 18 апрѣля 1769 г., разрѣшено было возведеніе въ новой Омской крѣпости Церкви Воскресенія Христова, (нынѣ соборъ), съ двумя придѣлами; а на мѣсто ветхой Сергіевской церкви (въ старой крѣпости), той же промеморіей, дозволена постройка Ильинской церкви.»
Строили Церковь Воскресения Христова сибирский летописец, тобольский ямщик И. Черепанов и его брат К. Черепанов. Вблизи собора в 1781 г. было заложено кирпичное здание гауптвахты, в котором размещалось комендантское правление, крепостной караул и гарнизонная школа, а позднее — Омская азиатская школа. Позже были построены лютеранская кирха, генералитетский и комендантский дома. К конце XVIII в. вокруг крепостного плаца, находившегося в центре крепости, был сформирован архитектурный ансамбль. До наших дней сохранились, претерпев значительные перестройки и реконструкции, здание гауптвахты (ныне Облвоенкомат), комендантский дом (Литературный музей имени Ф. М. Достоевского), кирха (музей УВД). Всем им присвоен статус «Объекта культурного наследия (памятника истории и культуры) федерального значения». В 1791—1794 деревянные крепостные ворота были заменены кирпичными. В настоящее время из 4-х ворот крепости сохранились лишь Тобольские. В 1991 заново восстановлены Тарские ворота, разобранные в 1959, в 2010 году началось восстановление Омских и Иртышских ворот. Несмотря на то, что омские крепости никогда не подвергались нападениям, они были надежно укреплены пушками. Перед линией крепости оставалось огромное свободное пространство — эспланада, за линией которой с 1770 началось возведение обывательских домов и форштадтов.
В 1782 году по административной реформе в Сибири Омская крепость становится уездным городом. Но это мало что изменило в жизни Омска. Он по-прежнему оставался военным поселением с немногочисленным гражданским населением и являлся местом ссылки и каторги. Здесь во 2-й четверти XIX века были в ссылке декабристы Н. В. Басаргин, С. М. Семёнов, И. В. Горский, Н. А. Чижов. С 1850 по 1854 годы в Омском каторжном остроге отбывали каторжные работы петрашевцы: Ф. М. Достоевский, С. Ф. Дуров. С 1863 по 1871 в качестве рядового Омского линейного батальона служил участник Польского восстания, впоследствии известный геолог и палеонтолог И. Д. Черский. Омская крепость просуществовала до середины XIX в., сыграв важную роль в истории Сибири и Казахстана.

## После упразднения крепости
К концу XIX — началу XX века укрепления крепости сохранились только частично, и лучше всего — каменные въездные ворота (Омские, Иртышские, Тобольские и Тарские). На территории крепости осталось менее пятидесяти дворов, в которых жили офицеры старших рангов, из-за чего это место считалось элитным. П. К. Мартьянов писал:

Все эти постройки, за исключением двухэтажного корпусного штаба и батальонных казарм, были одноэтажные, и заезжему случайно петербуржцу казались такими мизерными и жалкими, что невольно пробуждали мысль о мифических постройках тех нахлынувших когда-то на Европу варварских народов, о которых профессор Харьковского университета Михаил Петрович Клобуцкий на лекциях в 1840 году говорил: «Черт знает откуда пришли, черт знает что понаделали и черт знает куда провалились».— Из книги «В переломе века»
Здесь также располагались штаб Сибирского военного округа, гарнизонное собрание, Военно-окружной совет, Окружное артиллерийское управление, Военно-окружной суд, Военно-окружное санитарное управление, Военно-топографический отдел, типография окружного штаба, Управление главного начальника, комендант Омска, главная гауптвахта и другие учреждения.

### Реконструкция
В 2007 году рассматривался эскизный проект застройки территории «Старая крепость» (автор — А. В. Бегун) в границах улиц: набережная Тухачевского—Таубе—Красина.
В 2008 году по инициативе департамента архитектуры и градостроительства градсоветом были рассмотрены предложения по созданию охранных зон объектов культурного наследия в исторической части центра города Омска, в том числе территории крепости. В июле 2009 года мэром города В. Ф. Шрейдером было принято решение о реконструкции историко-культурного комплекса «Омская крепость»..
Старший эксперт Фонда охраны археологического наследия предложил внести в проект комплекса археологическую реконструкцию жилища эпохи бронзы, которое было обнаружено на территории крепости. Его возраст — 3 тысячелетие до н. э.
Главный архитектор проекта Богдан Мрыглод предложил в ходе реконструкции восстановить части крепостных ворот со рвами и валами, некоторые утраченные памятники. Члены градостроительного совета предложили рассмотреть возможность восстановления Воскресенского собора, который в своё время стал первым каменным зданием в Омске. Также было предложено создать на территории крепости городской музей архитектуры и градостроительства.
В дни празднования 293-летия Омска крепость принимала первых посетителей: проводились экскурсии, в мини-кинозале показывали документальные ленты о городе, проходили различные выставки по истории. На площади установили постоянно действующую сцену, где выступают городские творческие коллективы. Впервые за много лет центром празднования Дня города стала Омская крепость. Планировалось, что она останется центром будущих празднований Дня города и окончательно работы по реконструкции будут завершены к 300-летию Омска.